# Camponotus wasmanni
Camponotus wasmanni är en myrart som beskrevs av Carlo Emery 1893. Camponotus wasmanni ingår i släktet hästmyror, och familjen myror.

## Underarter
Arten delas in i följande underarter:
- C. w. mutilarius
- C. w. wasmanni